# Estádio Elzir Cabral
Estádio Elzir Cabral – stadion piłkarski, w Fortaleza, Ceará, Brazylia, na którym swoje mecze rozgrywa klub Ferroviário Atlético Clube.